# Канцелярська кнопка
Канцелярська кнопка — металевий виріб для прикріплення якогось предмета до чого-небудь (наприклад, папір до дошки оголошень). Названо так, тому що їх часто використовують у канцеляріях.

## Класична канцелярська кнопка

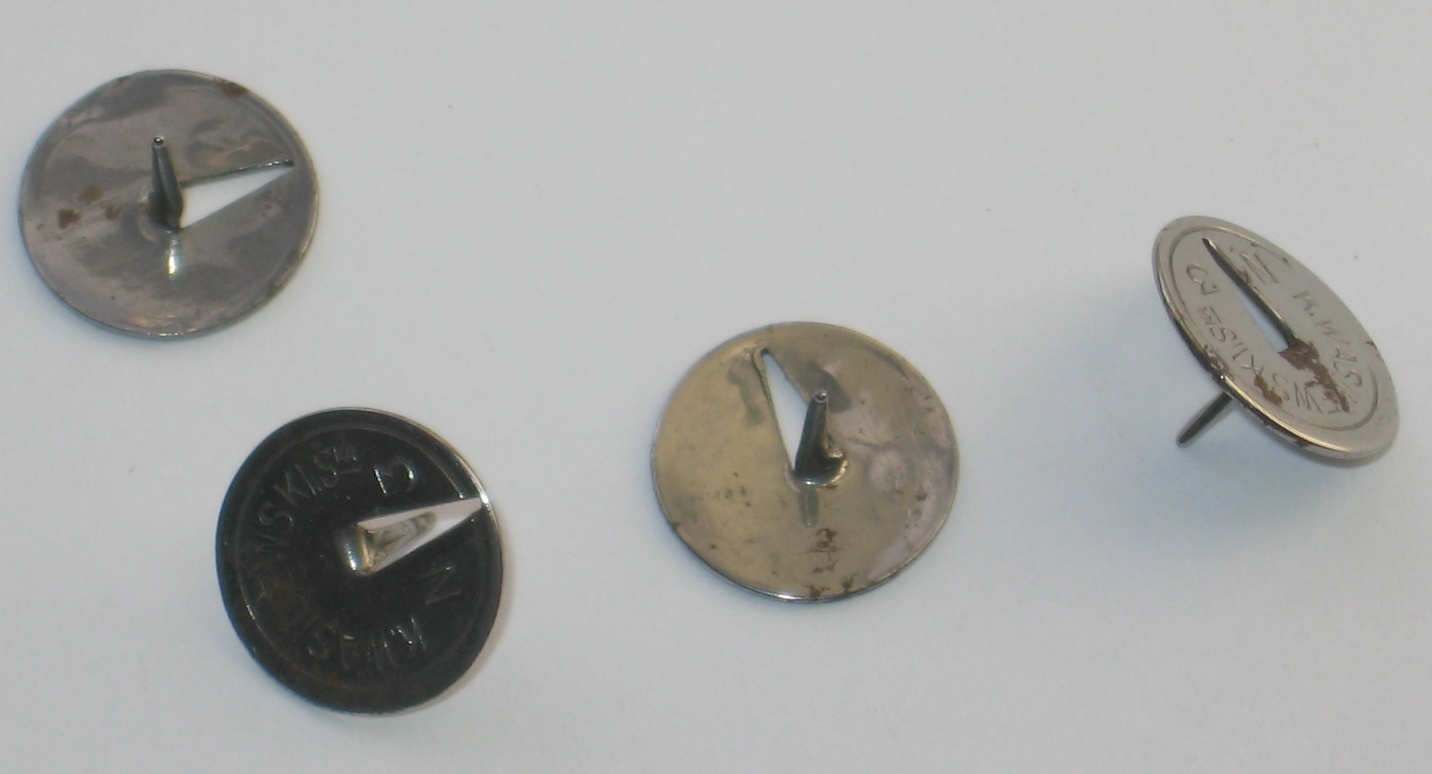
Класичні канцелярські кнопки

Класична канцелярська кнопка складається з шапки та вістря. Виготовляється простою штамповкою. У шапці виштамповується трикутний отвір, що повторює форму вістря, при цьому вістря вирізається з шапки та загинається перпендикулярно до неї.
Зазвичай, цей «трикутник» рівнобедрений. Капелюшок має форму диску.

## Альтернативні варіанти
Але є й альтернативні кнопки, які мають різнокольорові (зазвичай, пластмасові) ручки, форма яких схожа на циліндр. Нерідко вона має кільцеподібні бічні опуклості, зроблені для того, щоб кнопку було зручніше тримати. Знизу з центру ручки виходить металеве вістря. Зазвичай, у альтернативних кнопок воно набагато довше, ніж у класичних. Адже у класичних кнопок, на відміну від альтернативних, довжина вістря прямо пропорційна діаметру ручки-диска.
Також, розрізняється і форма вістря. У альтернативних кнопок вона практично не змінюється у напрямку донизу, звужуючись лише в самому кінці. Це є звичайна коротка голка з голівкою, що запаяна в пластикову ручку.
У класичних кнопок вістря помітно звужується через товсту основу, необхідну для того, щоб вістря не ламалося при встромлювані. У альтернативних кнопок невидима частина вістря захована усередині ручки, тому потовщення не потрібно.
Бувають і дископодібні різнокольорові альтернативні кнопки. Однак їх пластмасовий диск дещо опуклий, і за формою нагадує шапинку гриба.
Зараз дедалі більше з'являється таких кнопок. Зазвичай, для зберігання їх нерідко встромляють у що-небудь, у поверхні, з яких кнопки легко дістати (скажімо, в корковий фліпчарт).

## Історія
Канцелярську кнопку винайшов годинникар Йоган Кірстен (Johann Kirsten) між 1902 і 1903 роками в місті Ліхені, що в Німеччині. Він продав свою ідею купцеві Отто Ліндштедту, чий брат Паул запатентував її в 1904 році. Завдяки цьому патентові Ліндштедт став мільйонером, а годинникар залишався бідним.

## Галерея

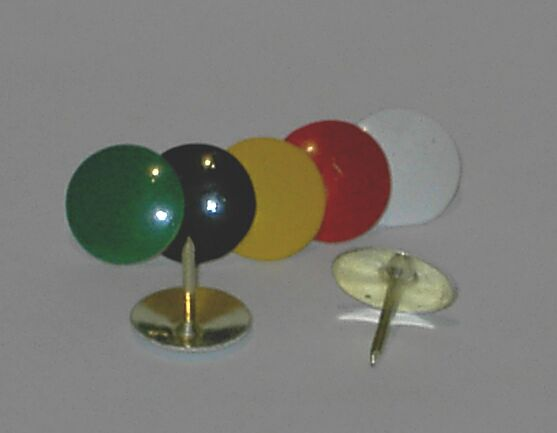
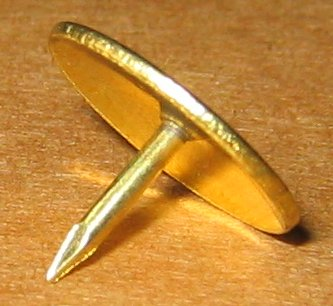
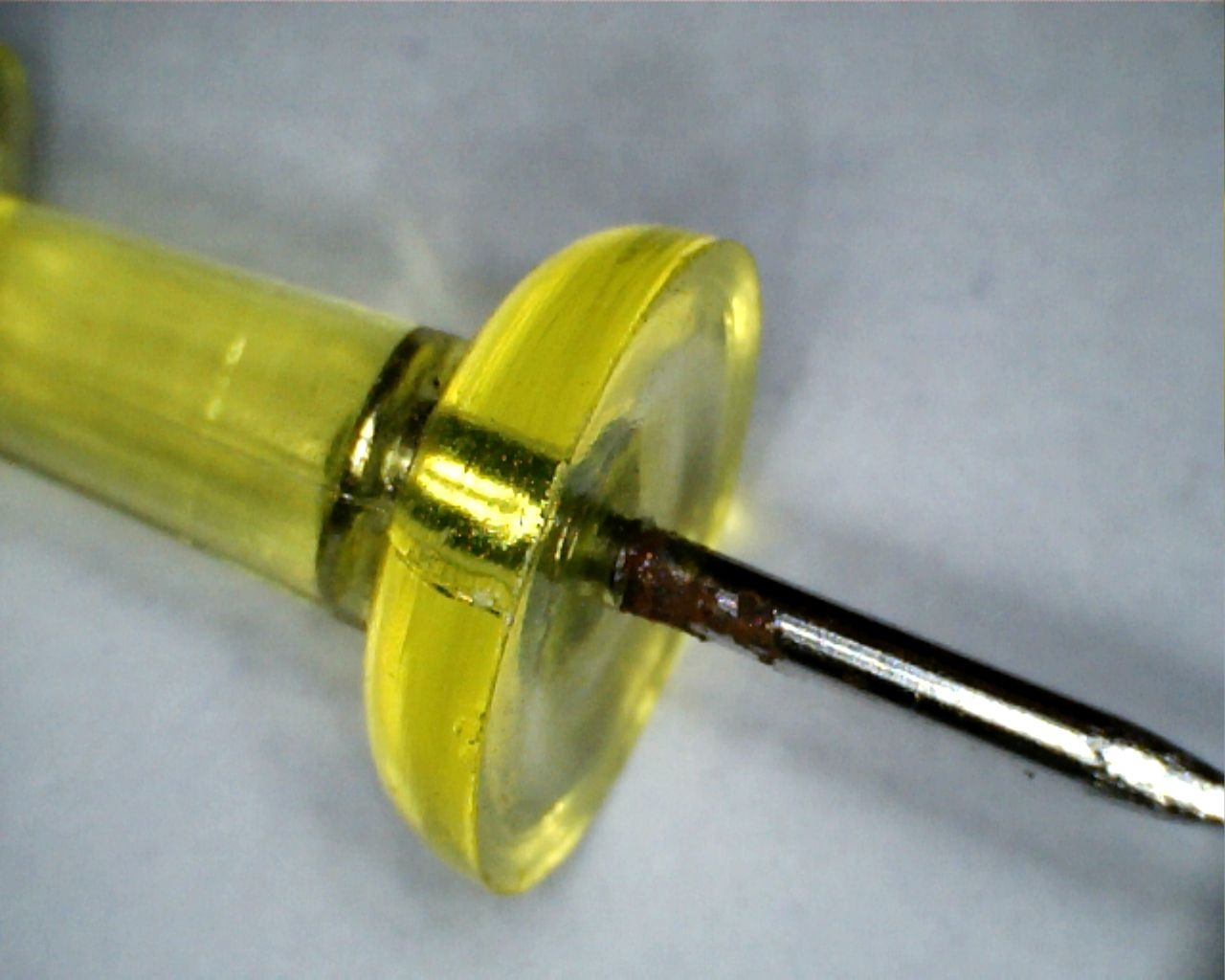
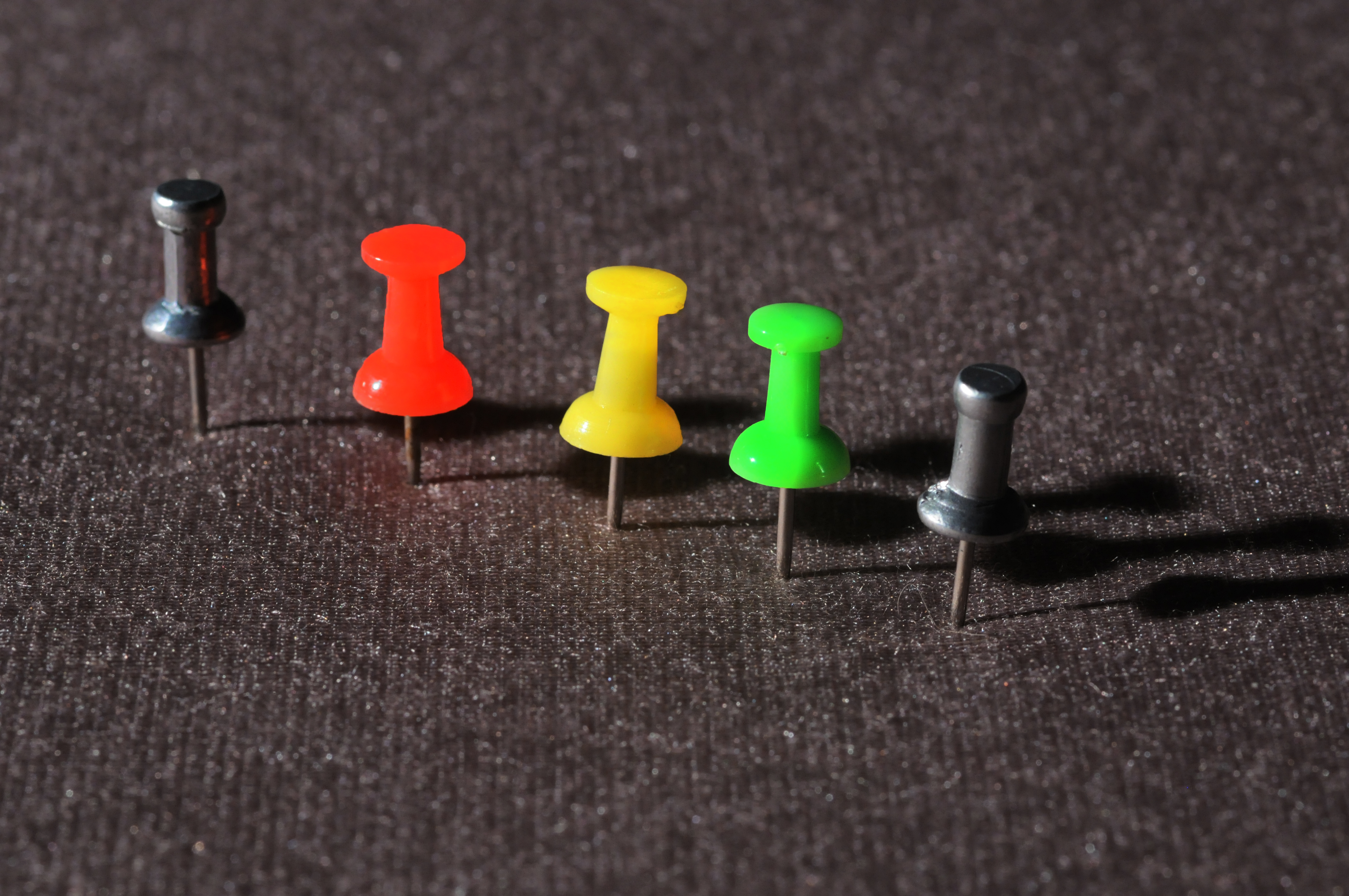
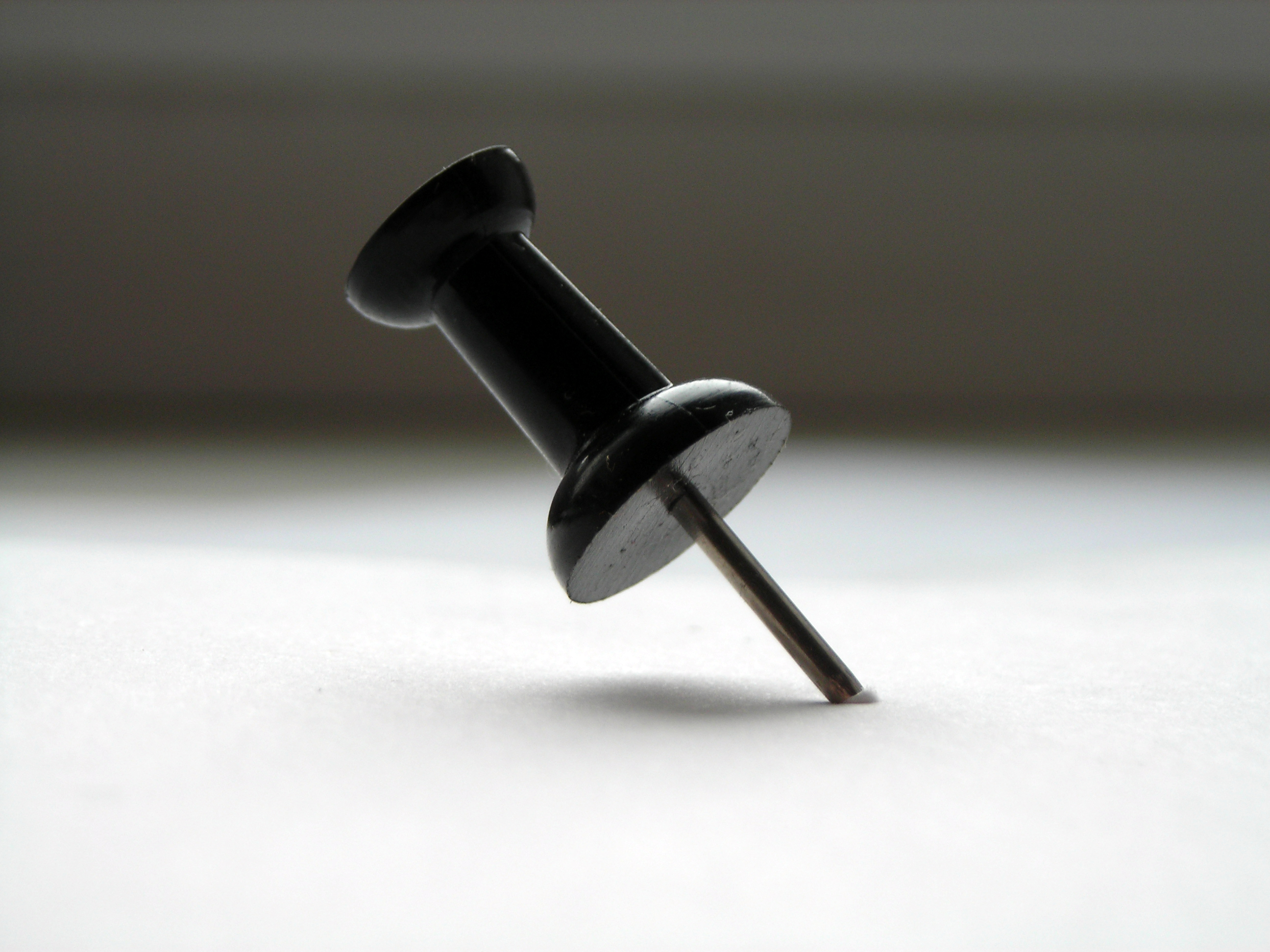